# Coniopteryx ariasi
Coniopteryx ariasi är en insektsart som beskrevs av Meinander 1980. Coniopteryx ariasi ingår i släktet Coniopteryx och familjen vaxsländor. Inga underarter finns listade i Catalogue of Life.